# استفان آنگلوف
استفان آنگلوف (انگلیسی: Stefan Angelov; ۷ ژانویهٔ ۱۹۴۷ – ۲۱ دسامبر ۲۰۱۹) کشتی‌گیر اهل بلغارستان بود.